# Capellanía
La capellanía o beneficio eclesiástico es una "institución hecha con autoridad de Juez Ordinario y fundación de rentas competente con obligación de Misas y algunas con asistencia a la Horas Canónicas. Las hay colativas, perpetuas y otras ad nutum amovibles."

## Historia
El capellán servía la capellanía levantando las cargas, como la celebración de matrimonios, número de misas en fiestas particulares, otra institución benéfica, e incluso, prestando su trabajo religioso al servicio de personajes de la Nobleza.
Fundamentalmente eran obras pías instauradas en la Iglesia católica,  mediante las cuales el fundador, generalmente una persona acaudalada, dejaba en su testamento una cantidad de dinero que se ponía en renta, para que con las ganancias se pagara la realización de un número determinado de misas por la salvación de su alma. De origen medieval, las capellanías tuvieron gran auge en España, Portugal y sus reinos en América durante los siglos XVI, XVII y XVIII. En esto tuvo mucho que ver la cultura del barroco que hizo énfasis en la muerte, el Purgatorio y la salvación del alma. 
La contribución de los laicos en las donaciones de capellanías y obras pías y en las fundaciones de capellanías fue muy importante, creando una estructura de apoyo y solidaridad mutua, intentando asegurar no solo el bienestar del donante en el "más allá", sino además, el de su familia y allegados en el "más acá".  
En virtud de que la mayor parte de las manifestaciones piadosas tenían un sustrato económico y de que, por otro lado, cada fiel contabilizaba las indulgencias obtenidas, algunos historiadores han acuñado el término de "economía espiritual" y plantean que las actividades a favor del alma constituían una inversión para obtener una posición mejor en el más allá.